# Dongfeng (socken i Kina, Hunan, lat 26,36, long 113,61)
Dongfeng (kinesiska: 东风, 东风乡) är en socken i Kina. Den ligger i provinsen Hunan, i den södra delen av landet, omkring 210 kilometer söder om provinshuvudstaden Changsha.
Genomsnittlig årsnederbörd är 1 939 millimeter. Den regnigaste månaden är augusti, med i genomsnitt 297 mm nederbörd, och den torraste är oktober, med 23 mm nederbörd.